# Birger di Svezia
Birger Magnusson di Svezia (Svezia, 1280 – Danimarca, 31 maggio 1321) è stato un re svedese dal 1290 al 1318, succedendo al padre Magnus III.
A causa della giovane età fu controllato dal potente reggente Torgils Knutsson fino all'assassinio di quest'ultimo nel febbraio 1306. Il regno di Birger fu sconvolto dalla guerra civile con i fratelli Erik Magnusson e Valdemaro. Nel 1304 i fratelli furono condannati all'esilio, ma riconciliatisi con Birger nel 1305, in seguito imprigionarono il re. Solo l'intervento diretto della Danimarca e della Norvegia riportò Birger al potere. Nel 1317, nel corso di un banchetto, Birger catturò i fratelli e li giustiziò. Nel 1318 i nobili svedesi rovesciarono Birger, uccisero il suo erede Magnus e lo costrinsero all'esilio in Danimarca, dove morì.

## Biografia

### Famiglia
Birger era figlio di Magnus III e di Edvige di Holstein. Divenne re all'età di quattro anni, dopo la morte del padre. Il re Magnus aveva Torgils Knutsson, connestabile del regno, tutore di Birger. Nei fatti, però, Torgils governava il regno autonomamente. Nel 1293 Birger venne incoronato nella chiesa di San Lorenzo a Söderköping. Sua moglie fu Marta di Danimarca, sorella di Eric Menved VI. A sua volta Eric aveva sposato Ingeborg di Svezia, sorella di Birger. Suoi fratelli erano Erik Magnusson e Valdemaro.

### Regno
Quando Birger succedette sul trono svedese, Torgils Knutsson era l'uomo più potente e influente del regno. Nel 1293 aveva conquistato parte della Carelia occidentale, partecipando a quella che viene solitamente chiamata Terza crociata Svedese. Ma il regno era anche attraversato da tensioni aristrocratiche e la Chiesa svedese aveva un peso notevole e godeva di moltissimi privilegi. Dal 1200 era esentata dalle tasse e un'ordinanza papale di Innocenzo IV imponeva alla Chiesa locale di sostenere sempre e comunque il potere centrale. Lo strapotere ecclesiastico però non diede origine in Svezia, diversamente dalla Danimarca, a conflitti veri e propri con il regno.
Altro discorso erano le tensioni aristrocratiche e in seno alla famiglia reale. Nel 1304 tra Birger ed Erik e Valdemaro nacque un profondo conflitto. Erik possedeva in feudo Halland e Bohuslän e nei suoi territori esercitava un potere reale di fatto indipendente. Birger lo costrinse a firmare un accordo in base al quale Erik doveva rinunciare a condurre una propria politica estera e a far parte della corte reale. Ciò significava tagliarlo fuori dell'esercizio del potere. Torgils Knutsson si schierò dalla parte del re ma venne ucciso nel 1306. Nello stesso anno ci furono gli Håtunaleken, in occasione dei quali Birger e sua moglie Marta vennero arrestati e rinchiusi nel castello di Nyköping. Nel 1308, dopo due anni di prigionia, Birger e la regina vennero liberati. Il prezzo della liberazione fu che Birger dovette condividere il potere con i fratelli. Il regno venne così diviso in tre altrettanti regni sovrani.
Nel 1317 Birger si vendicò. Nel castello di Nyköping, in occasione delle festività natalizie, attirò Erik e Valdemaro e li imprigionò, lasciandoli in cella a morire di stenti. Dopo la loro morte nel 1318 Birger cercò di riacquisire il potere su tutta la Svezia, ma una rivolta lo costrinse all'esilio dapprima a Gotland, poi in Danimarca, presso il cognato Eric Menved. Suo figlio Magnus Birgersson venne catturato e giustiziato a Stoccolma. Birger morì in Danimarca nel 1321.

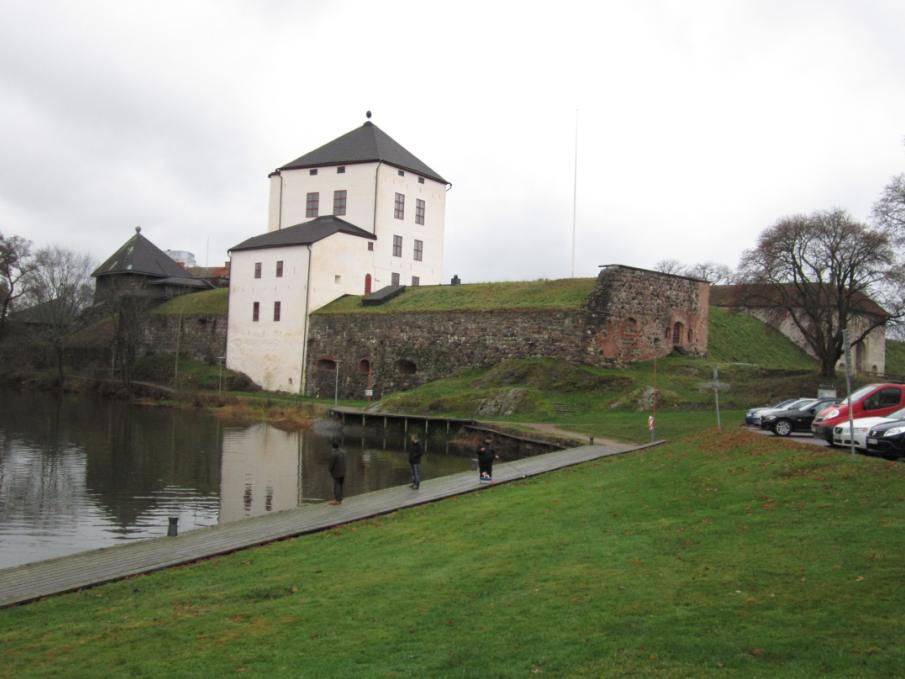
Castello di Nyköping dove Birger venne rinchiuso dal 1306 al 1308 e dove vennero imprigionati i fratelli Erik e Valdemaro tra 1317 e 1318

## Discendenti
Birger e Marta ebbero i seguenti figli:
- Magnus Birgersson (1300-1320)
  - Primogenito di Birger e Marta di Danimarca, fu designato erede dal padre nel 1304. Durante i Giochi di Håtuna del 1306 venne tratto in salvo da un cortigiano e mandato al sicuro Danimarca dagli zii Eric Menved e Ingeborg. Dopo il Banchetto del 1317 ritornò in Svezia ma venne catturato l'anno successivo dai sostenitori di Erik e Valdemaro. Condotto a Stoccolma, venne privato dell'eredità a favore del cugini Magnus Eriksson, futuro Magnus IV di Svezia. Il 27 ottobre 1320 venne giustiziato per decapitazione sull'isola di Helgeandsholmen. È seppellito nella chiesa di Riddarholmen. Morì celibe, ma ebbe una figlia, Katarina Magnusdotter.
- Erik (morto 1319)
  - Nato dopo il 1300, è conosciuto dalle fonti come Erik den yngre. Fu arcidiacono a Uppsala prima del 1315 e lasciò il posto nel 1318. Non prese parte agli avvenimenti politici, ma sembra che andò comunque in esilio, temendo per la propria vita[4].
- Agnes (morta 1341)
  - Fuggì in Danimarca con la famiglia e divenne monaca del monastero di Slangerup[5].
- Katarina

## Ascendenza
|                      |                       |                      | Genitori |  |  | Nonni            |  |  | Bisnonni          |  |
|                      |                       |                      |          |  |  | Birger Magnusson |  |  | Magnus Minnesköld |  |
|                      |                       |                      |          |  |  | Birger Magnusson |  |  | Magnus Minnesköld |  |
|                      |                       | Ingrid Ylva          |          |  |  | Birger Magnusson |  |  |                   |  |
| Magnus III di Svezia |                       |                      |          |  |  | Birger Magnusson |  |  |                   |  |
|                      |                       | Ingeborg Eriksdotter | …        |  |  |                  |  |  |                   |  |
|                      |                       | Ingeborg Eriksdotter | …        |  |  |                  |  |  |                   |  |
|                      |                       | Ingeborg Eriksdotter | …        |  |  |                  |  |  |                   |  |
| Birger di Svezia     |                       | Ingeborg Eriksdotter |          |  |  |                  |  |  |                   |  |
|                      | Gerhard I di Holstein | …                    |          |  |  |                  |  |  |                   |  |
|                      | Gerhard I di Holstein | …                    |          |  |  |                  |  |  |                   |  |
|                      | Gerhard I di Holstein | …                    |          |  |  |                  |  |  |                   |  |
| Helvig di Holstein   | Gerhard I di Holstein |                      |          |  |  |                  |  |  |                   |  |
|                      |                       | …                    | …        |  |  |                  |  |  |                   |  |
|                      |                       | …                    | …        |  |  |                  |  |  |                   |  |
|                      |                       | …                    | …        |  |  |                  |  |  |                   |  |
|                      |                       | …                    |          |  |  |                  |  |  |                   |  |